# Helga Schnabel-Schüle
Helga Schnabel-Schüle (* 19. April 1954 in Düsseldorf) ist eine deutsche Historikerin.
Helga Schnabel-Schüle studierte von 1972 bis 1977 Geschichte, Germanistik und Politik an den Universitäten Marburg und Tübingen. 1984 promovierte sie mit einer Arbeit über die Kirchenleitung und Kirchenvisitation im deutschen Südwesten. 1991 erfolgte ihre Habilitation an der Universität Tübingen mit der Arbeit Von Fall zu Fall. Bedingungen und Auswirkungen des Systems strafrechtlicher Sanktionen im frühneuzeitlichen Württemberg. Es folgten Lehrstuhlvertretungen für Neuere Geschichte an den Universitäten Bochum (1992/93) und Tübingen (1994/1995). Von 1995 bis zu ihrer Emeritierung lehrte sie als Professorin für Neuere Geschichte an der Universität Trier. Von 1998 bis 2002 war sie Vizepräsidentin der Universität Trier.
Ihre Forschungsschwerpunkte sind die Religionsgeschichte, die Rechtsgeschichte und die Geschlechtergeschichte in der Frühen Neuzeit.

## Schriften (Auswahl)
Monografien
- Die Reformation 1495–1555. Politik mit Theologie und Religion (= Reclams Universal-Bibliothek. Band 17048). Reclam, Stuttgart 2006, ISBN 3-15-017048-6; 2. durchges. und aktualisierte Auflage (= Reclams Universal-Bibliothek. Band 19054). Reclam, Stuttgart 2013, ISBN 978-3-15-019054-8.
- Überwachen und Strafen im Territorialstaat. Bedingungen und Auswirkungen des Systems strafrechtlicher Sanktionen im frühneuzeitlichen Württemberg (= Forschungen zur deutschen Rechtsgeschichte. Band 16). Böhlau, Köln u. a. 1997, ISBN 3-412-06396-7 (Zugleich: Tübingen, Universität, Habilitations-Schrift, 1990).

Herausgeberschaften
- Reformation. Historisch-kulturwissenschaftliches Handbuch. Metzler, Heidelberg 2017, ISBN 978-3-476-02593-7.
- zusammen mit Hans-Jürgen Bömelburg und Andreas Gestrich: Die Teilungen Polen-Litauens. Inklusions- und Exklusionsmechanismen – Traditionsbildung – Vergleichsebenen. fibre, Osnabrück 2013, ISBN 978-3-938400-64-7.
- zusammen mit Christian Kraler u. a.: Kulturen der Lehrerbildung. Professionalisierung eines Berufsstands im Wandel. Waxmann, Münster 2012, ISBN 978-3-8309-2353-4.
- zusammen mit Andreas Gestrich: Fremde Herrscher – fremdes Volk. Inklusions- und Exklusionsfiguren bei Herrschaftswechseln in Europa (= Inklusion, Exklusion. Studien zu Fremdheit und Armut von der Antike bis zur Gegenwart. Band 1). Lang, Frankfurt am Main u. a. 2006, ISBN 3-631-55841-4.[1]
- Vergleichende Perspektiven – Perspektiven des Vergleichs. Studien zur europäischen Geschichte von der Spätantike bis ins 20. Jahrhundert (= Trierer historische Forschungen. Band 39). von Zabern, Mainz 1998, ISBN 3-8053-2503-7.
- Repertorium der Kirchenvisitationsakten aus dem 16. und 17. Jahrhundert in Archiven der Bundesrepublik Deutschland. Bd. 2: Baden-Württemberg. Teilbd. 2: Der protestantische Südwesten. Klett-Cotta, Stuttgart 1987, ISBN 3-608-91168-5.